# Université Yale
« Yale » redirige ici. Pour les autres significations, voir Yale (homonymie).
Pour les articles homonymes, voir Yu.
L'université Yale (en anglais : Yale University ou YU) est une université privée américaine située à New Haven dans le Connecticut. Fondée en 1701, dans la colonie de Saybrook, pour assurer la formation des révérends congrégationalistes, elle est le troisième établissement d'enseignement supérieur le plus ancien des États-Unis.
L'école collégiale fut transférée à New Haven entre 1715 et 1716, et renommée Yale College peu après, en reconnaissance d'un don du gouverneur de la Compagnie britannique des Indes orientales, Elihu Yale. L'enseignement dispensé, d'abord centré sur la théologie et les langues liturgiques, commença peu à peu à se diversifier, jusqu'à inclure des éléments des sciences et des humanités à l'heure de la révolution américaine. Au XIXe siècle, l'établissement se mit à dispenser aussi une instruction doctorale et professionnelle, et il fut le premier établissement américain à décerner un Ph. D. en 1867. Son organisation actuelle comme université date de 1887.
Les biens de Yale incluent une dotation évaluée, en 2016, à plus de 25 milliards de dollars, ce qui en fait la deuxième université la plus riche du monde. La bibliothèque de l'université compte plus de quinze millions d'ouvrages et constitue la deuxième bibliothèque universitaire des États-Unis. Membre de l'Ivy League, elle entretient des rivalités particulières avec les universités de Harvard et de Princeton, ces trois universités étant souvent regroupées dans les expressions américaines « Big Three » ou « Holy Trinity »,.

## Historique

### Origines
Yale retrouve ses origines dans un Act for Liberty to Erect a Collegiate School (Loi pour la liberté d'ériger une école collégiale), adoptée par la Cour générale de la colonie du Connecticut le 9 octobre 1701 dans un effort de créer une institution pour former des cadres et les futurs dirigeants pour l'État du Connecticut. Peu de temps après, un groupe de dix pasteurs congrégationalistes : Samuel Andrew, Thomas Buckingham, Israël Chauncy, Samuel Mather, James Noyes, James Pierpont, Abraham Pierson, Noadiah Russel, Joseph Webb et Timothy Woodbridge, qui étaient tous des anciens élèves de Harvard, s'est réuni à l'étude du révérend Samuel Russell à Branford dans le Connecticut, pour mettre en commun leurs livres afin de constituer la première bibliothèque de l'école. Le groupe, dirigé par James Pierpont, est maintenant connu sous le nom « Les Fondateurs ». Sur les dix fondateurs ecclésiastiques, au moins sept possèdent un ou plusieurs esclaves.
Appelé à l'origine Collegiate School, l'établissement ouvrit dans la maison de son premier recteur, Abraham Pierson, à Killingworth (maintenant Clinton). L'école déménagea à Saybrook, puis à Wethersfield. En 1718, le Collège déménagea dans la deuxième plus grande ville de l'État du Connecticut à New Haven et fut renommée Yale College en l'honneur d'un richissime bienfaiteur du nom d'Elihu Yale.
Pendant ce temps, un fossé se formait à Harvard entre son sixième président Increase Mather et le reste du clergé de Harvard, dont Mather, ecclésiastique considéré comme de plus en plus libéral et trop large dans ses fonctions. La querelle a entraîné Mather à défendre le succès de la Collegiate School, dans l'espoir qu'elle permettrait de maintenir l'orthodoxie religieuse puritaine d'une autre manière qu'à Harvard.
Ses liens avec le congrégationalisme garantissaient le puritanisme de l’enseignement et le mode de fonctionnement de Yale.
Les étudiants et professeurs devaient prononcer une profession de foi à leur entrée dans l’établissement, et pouvaient être renvoyés si leur sincérité était sérieusement mise en doute. À ce puritanisme s’ajoutait un élitisme forcené : les étudiants étaient classés, dès leur arrivée à Yale, non pas en fonction de leurs capacités, mais de la position sociale de leurs parents. En tête de classe, les fils ou petit-fils de gouverneurs et de vice-gouverneurs. Puis venaient les membres des familles de juges de la Cour suprême. Plus bas dans le classement, on trouvait les fils de pasteurs et d’anciens élèves et, en queue de peloton, les fils de fermiers, de marchands et d’artisans. Ce classement décidait de la place attribuée à chaque élève dans les salles de classe, à la chapelle et à la cantine.
Ce classement d’entrée dépendant du statut social de la famille de l’élève était chose courante dans beaucoup d’universités au XVIIIe siècle. De plus, il n’évoluait pas durant la scolarité ; ainsi, Yale devenait l’exemple typique d’une institution reproduisant les élites et leur hiérarchie interne. Le déclassement était en général occasionné par un manquement disciplinaire, et sanctionnait le fait que l’élève ait ainsi entaché l’honneur de sa famille.

## Organisation et administration

### Liste des présidents de l'université
|    | Recteur                                  | Mandat        | Nom                              |
| -- | ---------------------------------------- | ------------- | -------------------------------- |
| 1  | Rev. Abraham Pierson (en) (1641–1707)    | (1701–1707)   | Collegiate School                |
| 2  | Rev. Samuel Andrew (en) (1656–1738)      | (1707–1719)   | Collegiate School                |
| 3  | Rev. Timothy Cutler (en) (1684–1765)     | (1719–1726)   | Yale College renommée en 1718    |
| 4  | Rev. Elisha Williams (en)(1694–1755)     | (1726–1739)   | Yale College renommée en 1718    |
| 5  | Rev. Thomas Clap (en) (1703–1767)        | (1740–1745)   | Yale College renommée en 1718    |
|    | Président                                |               | Yale College renommée en 1718    |
| 5  | Rev. Thomas Clap (1703–1767)             | (1745–1766)   | Yale College renommée en 1718    |
| 6  | Rev. Naphtali Daggett (en) (1727–1780)   | (1766–1777)   | Yale College renommée en 1718    |
| 7  | Rev. Ezra Stiles (1727–1795)             | (1778–1795)   | Yale College renommée en 1718    |
| 8  | Rev. Timothy Dwight IV (en) (1752–1817)  | (1795–1817)   | Yale College renommée en 1718    |
| 9  | Rev. Jeremiah Day (en) (1773–1867)       | (1817–1846)   | Yale College renommée en 1718    |
| 10 | Theodore Dwight Woolsey (en) (1801–1899) | (1846–1871)   | Yale College renommée en 1718    |
| 11 | Rev. Noah Porter III (1811–1892)         | (1871–1886)   | Yale College renommée en 1718    |
| 12 | Rev. Timothy Dwight V (en) (1828–1916)   | (1886–1899)   | Yale University renommée en 1887 |
| 13 | Arthur Twining Hadley (en) (1856–1930)   | (1899–1921)   | Yale University renommée en 1887 |
| 14 | James Rowland Angell (en) (1869–1949)    | (1921–1937)   | Yale University renommée en 1887 |
| 15 | Charles Seymour (1885–1963)              | (1937–1951)   | Yale University renommée en 1887 |
| 16 | Whitney Griswold (en) (1906–1963)        | (1951–1963)   | Yale University renommée en 1887 |
| 17 | Kingman Brewster, Jr. (en) (1919–1988)   | (1963–1977)   | Yale University renommée en 1887 |
| 18 | Hanna Holborn Gray (1930– )              | (1977–1978)   | Yale University renommée en 1887 |
| 19 | A. Bartlett Giamatti (1938–1989)         | (1978–1986)   | Yale University renommée en 1887 |
| 20 | Benno C. Schmidt, Jr. (en) (1942– )      | (1986–1992)   | Yale University renommée en 1887 |
| 21 | Howard R. Lamar (en) (1923– )            | (1992–1993)   | Yale University renommée en 1887 |
| 22 | Richard C. Levin (en) (1947– )           | (1993–2013)   | Yale University renommée en 1887 |
| 23 | Peter Salovey (en) (1958– )              | (2013–2024)   | Yale University renommée en 1887 |
| 24 | Maurie McInnis (1966– )                  | (depuis 2024) |                                  |

### Bienfaiteurs
- Edwin, Frederick et Walter Beinecke
- Jeremiah Dummer (en)
- Edward Harkness (en)
- William L. Harkness (en)
- William K. Lanman (en)
- Paul Mellon
- Charles B. G. Murphy (en)
- Joseph Earl Sheffield (en)
- John William Sterling (en)
- Payne Whitney (en)
- Elihu Yale

## Histoire récente
Yale possède une dotation de plus de 22,5 milliards de dollars[Quand ?], ce qui en fait la deuxième plus riche université du monde derrière Harvard. Elle possède également plusieurs bibliothèques qui regroupent au total plus de onze millions de livres.

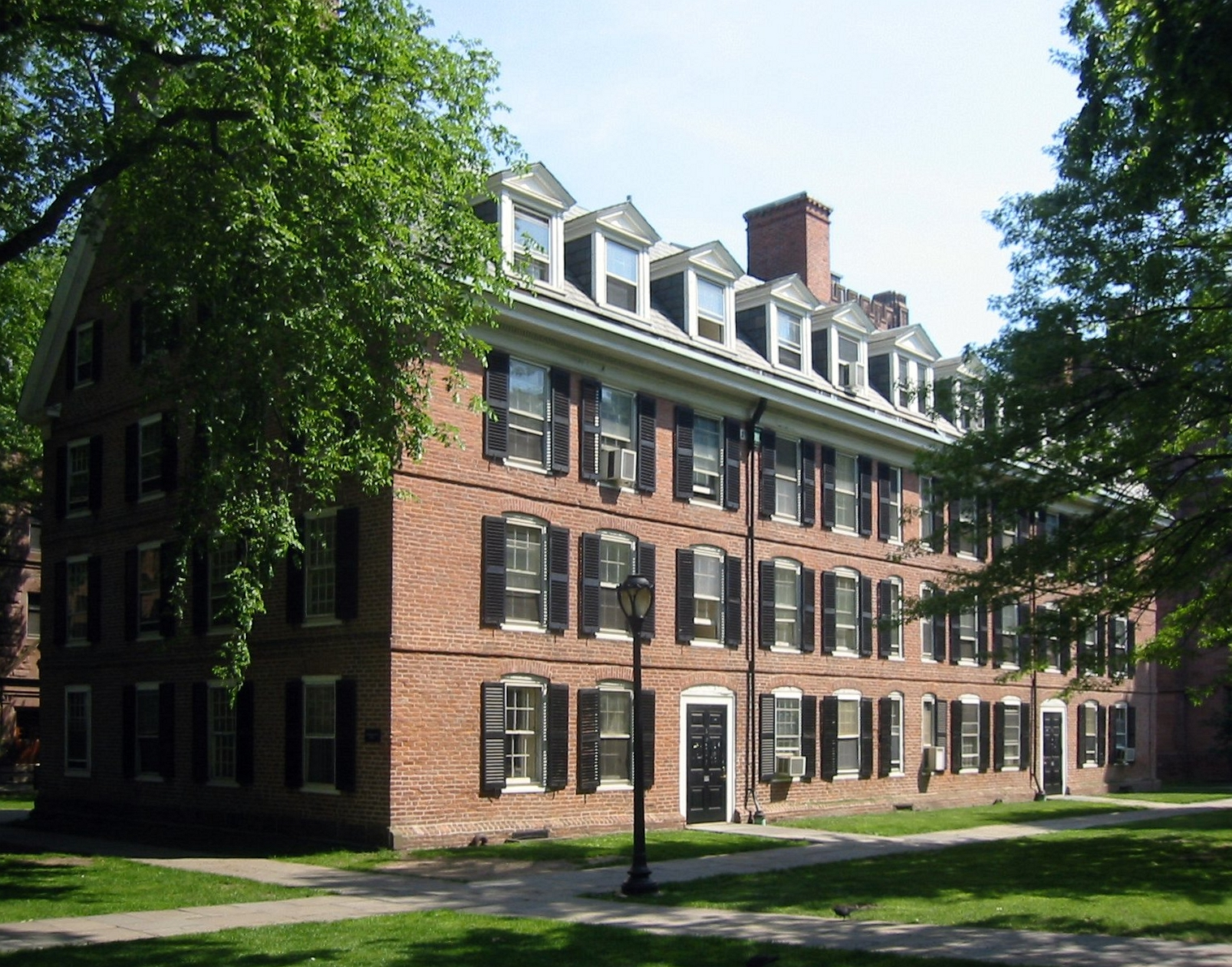
Connecticut Hall à New Haven.

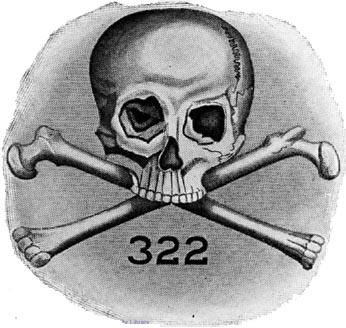
Emblème de la société Skull and Bones.

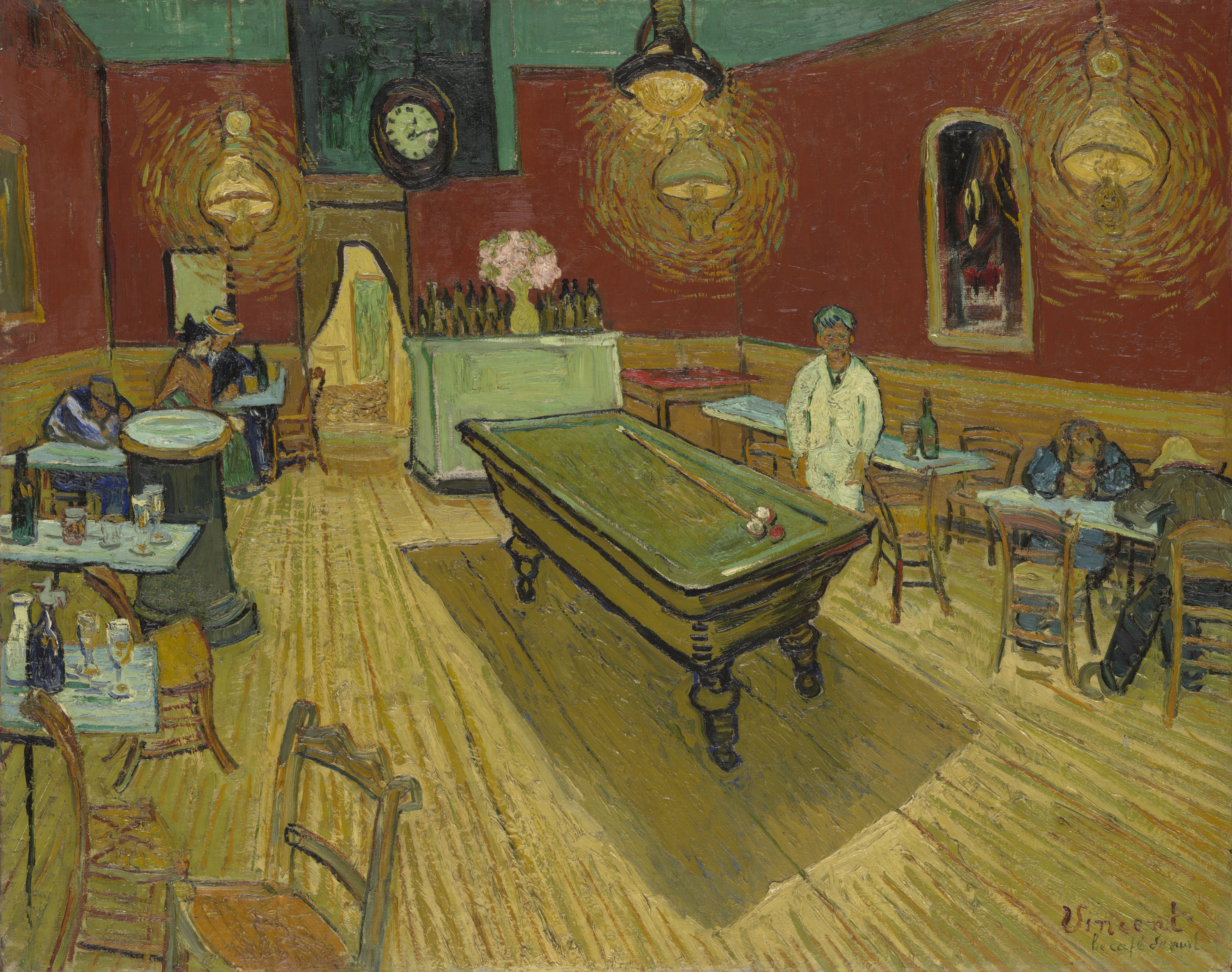
Vincent van Gogh, Café de nuit, 1888 ; conservé à la Yale University Art Gallery.

L'université Yale regroupe trois cursus :
- Yale College (undergraduate) ;
- la Graduate School of Arts and Science ;
- dix écoles professionnelles :
  - Architecture : School of Architecture (créée en 1972), élèves : Norman Foster, Richard Rogers, Eero Saarinen, George Nelson, enseignants : Zaha Hadid, Cesar Pelli, David Chipperfield, Frank Gehry,
  - Art dramatique : School of Drama (1955),
  - Beaux Arts : the School of Art (1869),
  - Commerce (MBA) : School of Management (1974),
  - Droit : École de droit de Yale (Yale Law School) (1843),
  - Environnement : School of Forestry & Environmental Studies (1900),
  - Science de soins infirmiers : School of Nursing (1923),
  - Médecine : Medical Institution (1810),
  - Musique : École de musique (1894),
  - Théologie : Divinity School (1822).

Au total, Yale accueille approximativement 11 250 étudiants.
L'université Yale est aussi connue pour sa célèbre société secrète d'étudiants des Skull and Bones.
En septembre 2007, le département d'archéologie de Yale a décidé de restituer plus de 350 pièces archéologiques au Pérou. La prestigieuse université américaine finance par ailleurs une grande exposition itinérante ainsi que la construction d'un musée dans la ville de Cuzco.
En août 2020, le ministère américain de la Justice accuse l'université de violer les droits civiques en pratiquant une discrimination contre les candidats blancs et asiatiques. Les conclusions du ministère suivent une enquête de deux ans sur le processus d'admission en licence de cet établissement. Selon l'enquête, « les Asiatiques et les Blancs ont de quatre à dix fois moins de chances d'être admis, à dossier comparable, que des candidats afro-américains ». L'université a déclaré qu'elle prenait en compte de nombreux facteurs lors du processus d'admission et qu'elle ne changerait pas son processus « sur la base d'une accusation aussi hâtive et sans fondement ».

### Bibliothèques
La bibliothèque de l'université Yale fait partie des plus importantes au monde, avec près de onze millions de volumes. Sa section patrimoniale, la Bibliothèque Beinecke de livres rares et manuscrits possède des collections d'une richesse exceptionnelle, dont deux Bibles de Gutenberg.
Les archives Louise Crane and Victoria Kent papers, de la femme politique républicaine espagnole Victoria Kent et de sa compagne, la philanthrope américaine Louise Crane, y sont conservées.

### Musée
L'université Yale possède de riches collections abritées dans les bâtiments de la Yale University Art Gallery.

## Personnalités liées à l'université

### Professeurs
- Elizabeth Alexander, écrivain
- Rene Almeling, sociologue spécialisée en études de genre et andrologie
- Houston A. Baker Jr., essayiste et universitaire spécialiste de la culture afro-américaine
- Ben Carson, homme politique et neurochirurgien américain.
- David Graeber, anthropologue (jusqu'en 2007)
- Murat Günel, scientifique et neurochirurgien
- Paul Hawkshaw, professeur de musique
- Riccardo Picchio, linguiste italien, professeur de littérature slave
- Henry Burt Wright, professeur de latin et de théologie pratique
- Arnold Wolfers, professeur de relations internationales de 1935 à 1968
- Louise Edwards, astronome canadienne
- Karen Seto, géographe américaine

### Étudiants
L'université Yale compte parmi ses anciens étudiants (surnommés les Yalies) de très nombreuses personnalités, en particulier trois des derniers présidents des États-Unis : George Bush fils, Bill Clinton et George Bush père, ainsi que le candidat démocrate aux élections de 2004 : John Kerry. Tous trois, à l'exception de Bill Clinton, sont d'anciens membres de la Skull and Bones.

#### Présidents des États-Unis
- George H. W. Bush (B.A. 1948), président des États-Unis (1989-1993)
- George W. Bush (B.A. 1968), président des États-Unis (2001-2009)
- Bill Clinton (J.D.), président des États-Unis (1993-2001)
- Gerald Ford (J.D.), président des États-Unis (1974-1977)
- William Howard Taft, président des États-Unis (1909-1913) et président de la Cour suprême des États-Unis (1921-1930)

#### Autres personnalités politiques
- Prescott Bush, sénateur du Connecticut (1953-1963)
- Barnabas Bidwell (1763-1833), représentant du Massachusetts
- Carter Harrison, Sr. (1825-1893), représentant de l'Illinois, maire de Chicago (1879-1887 et en 1893)
- Carter Harrison, Jr. (1860-1953), maire de Chicago (1897-1905 et 1911-1915)
- Hillary Clinton (J.D. 1973), sénatrice de l'État de New York (2001-2009) ; secrétaire d'État des États-Unis (2009-2013)
- John Kerry (B.A. 1966), sénateur du Massachusetts (1985-2013), secrétaire d'État des États-Unis (2013-2017)
- Eleanor Holmes Norton (M.A. en 1963, J.D. en 1964) déléguée de la capitale fédérale, Washington (district de Columbia) à la Chambre des représentants
- John A. Rockwell (1803-1861), représentant des États-Unis pour le Connecticut
- Juli Minoves Triquell (M.A. 1993, M. Phil. 1994), ministre des Affaires étrangères andorran (2001-2007), ministre porte-parole du Gouvernement, du Développement économique, du Tourisme, de la Culture et des Universités de la Principauté d'Andorre (2007-)
- Dechen Wangmo, ministre de la Santé au Bhoutan

#### Écrivains, artistes et scientifiques
- Adaora Adimora, médecin et universitaire
- Elizabeth Alexander, écrivaine, poète et universitaire
- June Anderson, artiste lyrique
- Séverine Autesserre, professeure et autrice
- Jennifer Beals, actrice et ancienne top model américaine
- Christian Behrendt, professeur de droit constitutionnel en Belgique
- William Rose Benét (1886-1950) ,poète, romancier, éditeur, anthologiste, journaliste
- James Fenimore Cooper (1789-1851), (plus jeune admis), écrivain
- William Nelson Copley (1919-1996), peintre et collectionneur d'art américain
- Claire Danes, actrice américaine d'origine danoise
- Johanna Drucker, historienne et philosophe de l'art
- David Duchovny, réalisateur, acteur, producteur exécutif et scénariste américain
- Jodie Foster, de son vrai nom Alicia Christian Foster, actrice, réalisatrice et productrice américaine
- Nancy Graves (1939-1995), peintre, sculptrice et réalisatrice
- Don Gummer, sculpteur américain et aussi le mari de Meryl Streep
- Christopher Higgins, joueur de hockey ayant déjà joué pour Yale
- Josiah Holbrook (1788-1854), universitaire et fondateur du Lyceum movement
- Maria Leipelt (1925-2008), résistante allemande contre le nazisme, biochimiste
- Jonathan Littell, né en 1967, prix Goncourt 2006, grand prix du roman de l'Académie française 2006
- Daria Martin, artiste contemporaine
- Samuel Morse, artiste peintre et inventeur de l'alphabet homonyme
- Edward Norton, acteur
- Howard T. Odum, pionnier de la modélisation des écosystèmes
- Robert Prechter, analyste financier américain, auteur
- Frederic Prokosch, écrivain (1908-1989)
- Paul Schwartz, né en 1945, écrivain et professeur d'université américain
- Jean Sindab, (1944 - 1996) Ph.D sciences politiques, afro-américaine connue pour son engagement contre le racisme et le régime de l'Apartheid en Afrique du Sud, ainsi que pour sa défense de l'environnement
- Julena Steinheider Duncombe (1911–2003), mathématicienne et astronome américaine
- Meryl Streep (M.F.A de Yale Drama School), actrice la plus nommée aux Oscars
- Helen Eugenia Hagan (1891-1964), pianiste, professeure de musique et compositrice américaine d'origine africaine

## Sports

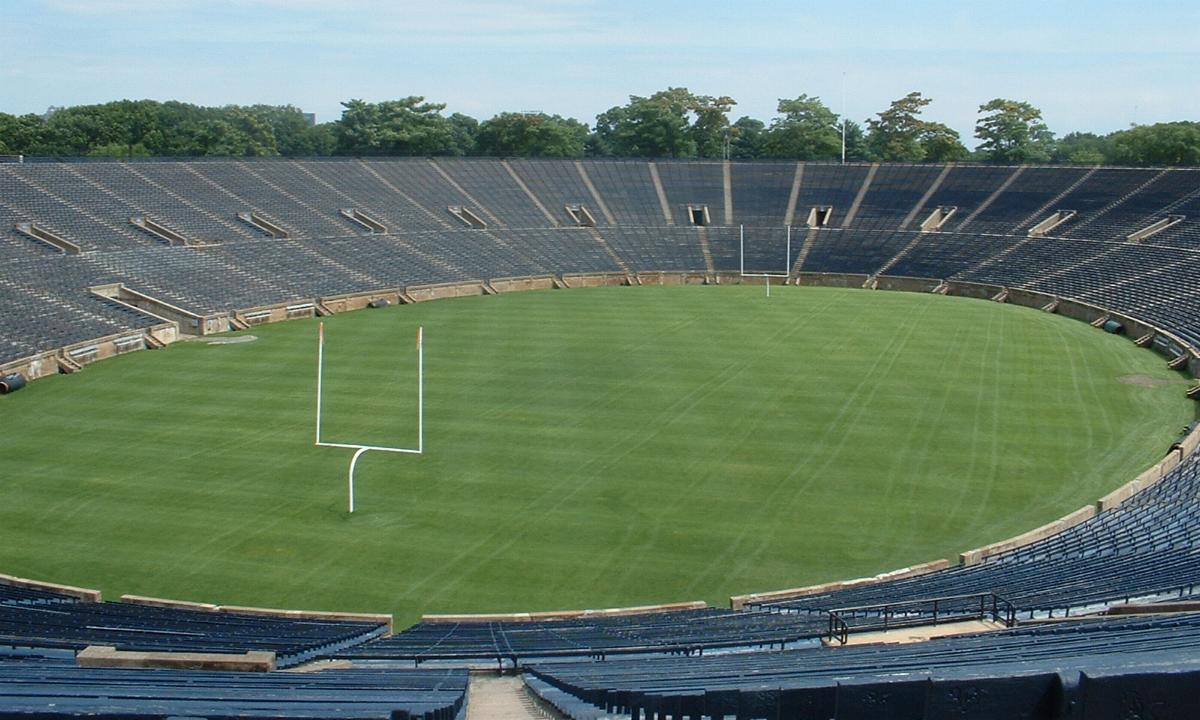
Le Yale Bowl.

Dans le domaine sportif, les Bulldogs de Yale défendent les couleurs de l'université. La mascotte scolaire est Handsome Dan, le bouledogue de Yale célèbre pour la chanson de combat de Yale qui contient le refrain « Bulldog, bulldog, bow wow wow ».
Le stade Yale Bowl, construit en 1913, est le plus grand stade de football américain de toutes les universités de l'Ivy League.

## Vie des étudiants

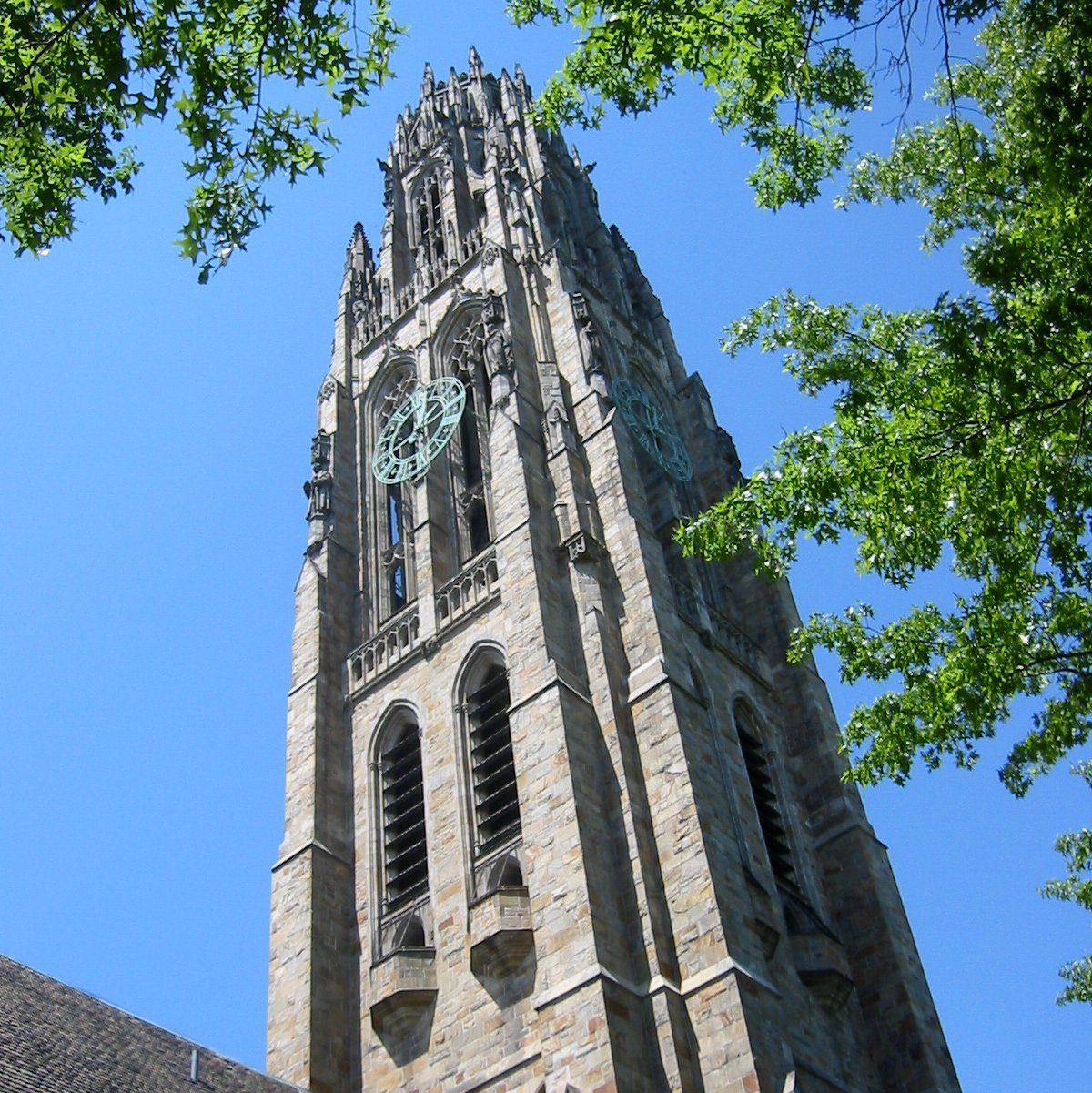
Harkness Tower.

Yale possède un système de quatorze universités résidentielles mis en place en 1933, par un octroi du diplômé de l'université Edward S. Harkness qui admirait le système résidentiel des universités d’Oxford et de Cambridge. Chaque résidence a une structure d'appui soigneusement construite pour des étudiants, y compris un doyen, le maître, le corps enseignant, et des camarades résidents.
Chaque résidence, ou collège, est une « petite université » dans l'université. Chacune a ses propres aménagements, notamment une cafétéria, une bibliothèque et une salle de gym. Bien que les étudiants soient assignés au hasard dans les résidences, le maître de chacune de celle-ci y développe une culture distincte : certains sont ainsi plus ou moins studieux, ou tournés vers le sport. Néanmoins, après la suppression des dotations individuelles pour les collèges, il n’y a plus différences financières entre ceux-ci.
Les résidences sont :
1. Berkeley College ;
2. Branford College ;
3. Davenport College ;
4. Ezra Stiles College ;
5. Jonathan Edwards College ;
6. Benjamin Franklin College ;
7. Grace Hopper (Calhoun College jusqu'en 2017) ;
8. Morse College ;
9. Pauli Murray College ;
10. Pierson College ;
11. Saybrook College ;
12. Silliman College ;
13. Timothy Dwight College ;
14. Trumbull College.

## Yale dans la culture populaire
Devenue aujourd'hui l'une des universités les plus prestigieuses des États-Unis et dans le monde, elle est particulièrement réputée pour ses facultés d'architecture, de médecine, d'économie, de littérature et de droit.
Elle est ainsi fréquemment mentionnée dans la culture populaire américaine. Dans les Simpson, Mister Burns (Charles Montgomery Burns) est diplômé de Yale et il y verse un chèque de pension régulièrement. Dans la série Gossip Girl, Blair Waldorf est candidate pour entrer à Yale, mais sera finalement refusée pour avoir harcelé moralement une de ses professeurs de lycée. Dans la saison 3 de Glee également, Quinn Fabray, interprétée par Dianna Agron, est admise à Yale. Dans la série Moore's Haven, Natalie et Bethany sont toutes les deux à l'université de Yale. La famille Moore résidant à New Haven. Dans Gilmore Girls, l'héroïne, Rory Gilmore, va à Yale à partir de la quatrième saison, bien qu’on en parle depuis la troisième saison. Le roman Stover at Yale de Owen Johnson décrit la vie des étudiants à Yale au début du XXe siècle. Dans le roman Gatsby le Magnifique (The Great Gatsby) de Francis Scott Fitzgerald, les personnages Nick Carraway et Tom Buchanan sont des anciens de Yale. Dans La Vie de croisière de Zack et Cody, Cody (Cole Sprouse) est refusé à Yale tandis que Bailey Pickett (Debby Ryan), sa petite amie, est acceptée. Dans Red Band Society, Emma (Ciara Bravo) souhaite intégrer Yale. Dans la série Riverdale, le personnage de Betty Cooper (Lili Reinhart) est admise à Yale. Dans Crazy Ex-Girlfriend, Rebecca Bunch est diplômée des facultés de droit de Harvard et Yale

## Classements académiques
Le programme de MBA de la Yale School of Management fait partie des plus réputés du monde :
| Palmarès MBA           | Palmarès MBA | Palmarès MBA |
| Nom                    | Monde        | National     |
| ---------------------- | ------------ | ------------ |
| QS (2020)              | 18           | 10           |
| The Economist (2019)   | 21           | 18           |
| Financial Times (2020) | 14           | 9            |
| DAUR rankings (2020)   | 14           | 12           |